# Aloe irafensis
Aloe irafensis é uma espécie de liliopsida do gênero Aloe, pertencente à família Asphodelaceae.